# Carpinus luochengensis
Carpinus luochengensis — вид квіткових рослин з родини березових. Поширення: Китай (Гуансі).

## Опис
Це кущ або невелике дерево, яке виростає до двох-трьох метрів заввишки. Зустрічається в гірських карликових лісах на середніх та високих висотах разом з Calocedrus macrolepis, Quercus phillyreoides та Platycarya strobilacea.